# Flugzeugträger B
A Flugzeugträger B (a Flugzeugträger magyarul repülőgép-hordozó), a Kriegsmarine egyetlen vízrebocsátott repülőgép-hordozójának, a Graf Zeppelinnek szintén félkészen maradt testvérhajója volt. A német haditengerészetnél sohasem nevezték el a hajókat vízrebocsátásuk előtt, így a hajó csak a „B repülőgép-hordozó” nevet kapta. Az „A repülőgép-hordozó” a Graf Zeppelin volt, vízrebocsátása előtt.
A hajó leendő nevéről különböző pletykák keringtek, melyek közül a legvalószínűbb a Peter Strasser, vagy a Deutschland volt, de hivatalos döntés soha nem született.
A hajó építését a kieli Friedrich Krupp Germaniawerft hajógyárra bízták 1938-ban, és a terv szerint 1940. július 1-jén kellett volna vízrebocsátani. A hajótest végül soha nem készült el, a hajó építését pedig 1939. szeptember 19-én leállították. A félkész hajótestet 1940. február 28-án elkezdték szétbontani. A bontás négy hónapig tartott. A hajó építésének költsége 92,4 millió német birodalmi márka volt. 